# Агешин, Валерий
Валерий Агешин (лат. Valērijs Agešins; род. 23 июня 1972 года, Лиепая) ― латвийский политик и юрист русского происхождения. Член правления Социал-демократической партии «Согласие» и депутат Сейма Латвии в 2002―2017 и 2018―2022 годах.
В 1994―1998 гг. учился в Калининградском государственном университете в Калининграде на историческом факультете. Также получил степень магистра в области педагогических наук, а в 2002 году окончил Балтийскую международную академию по специальности юриста. Практикующим адвокатом, однако, не является.
В 1995―1999 гг. читал лекции по юриспруденции и политологии в Институте социальных технологий. В 1998―2002 гг. был учителем истории в Лиепайской средней школе № 2, где стал членом профсоюзного комитета учителей средних школ. В 2002 году также стал членом Лиепайской городской общественной комиссии по примирению, впоследствии став её вице-президентом. В том же 2002 году он был избран в Сейм, куда был повторно переизбран в 2006 году. Занимался юридическими вопросами, был членом парламентского комитета юстиции и комитета по делам Европейского союза.
В 2016 году выступил с осуждением инициативы о сносе Памятника освободителям Риги, выдвинутой членами латвийского парламента.
Говорит на трёх языках: русском, латышском, английском. Занимается футболом, плаванием, волейболом и баскетболом.

## Награды
- Медаль Балтийской ассамблеи (2005)[4].